# Ákos Kinyik
Ákos Kinyik (Debrecen, 12 maggio 1993) è un calciatore ungherese, difensore del Paks.

## Carriera
Ha giocato nella prima divisione ungherese.

## Palmarès

### Club

#### Competizioni nazionali
- Coppa d'Ungheria: 2

Paks: 2023-2024, 2024-2025
- Nemzeti Bajnokság II: 1

Debrecen: 2020-2021